# 绒果芹属
绒果芹属（学名：Eriocycla）是伞形科下的一个属，为多年生草本植物。该属共有约8种，分布于伊朗北部至中国西部的温带和高山区。